# Hugo van Jersey
Hugo van Gircea of verbasterd tot Hugo van Jersey (Maine, circa 1050 – nabij Catania, 1075), was een Normandische ridder. Hugo was edelman in het deel van het eiland Sicilië dat behoorde tot het graafschap Sicilië van Rogier I van Sicilië, die zijn schoonvader was uit het regerende Huis Hauteville. Hij bevocht de Arabieren van het emiraat Sicilië.
Hugo van Jersey was graaf van Paternò en, in titel, heer van Catania.

## Naam

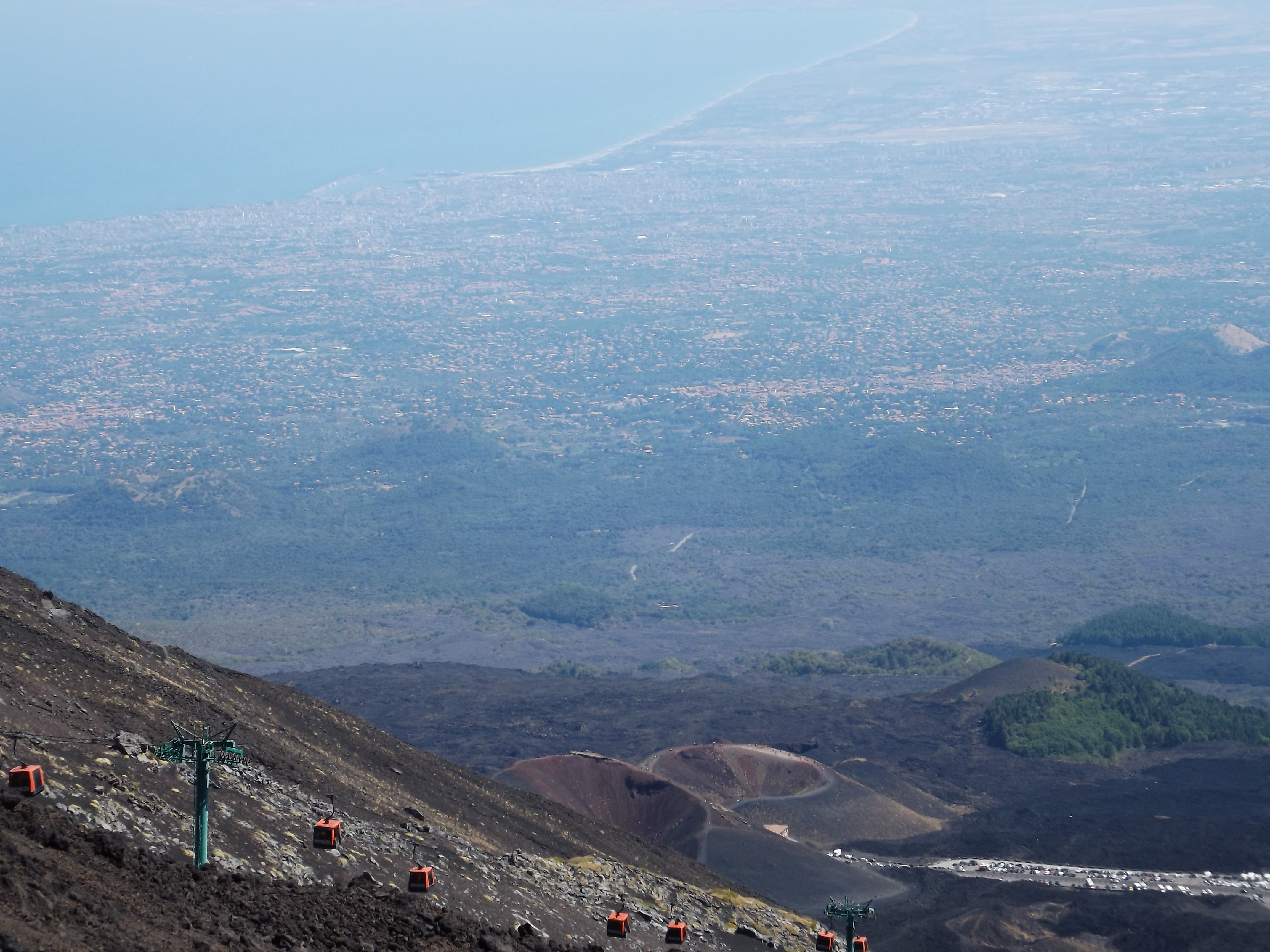
Zicht vanop de Etna op Catania, Sicilië

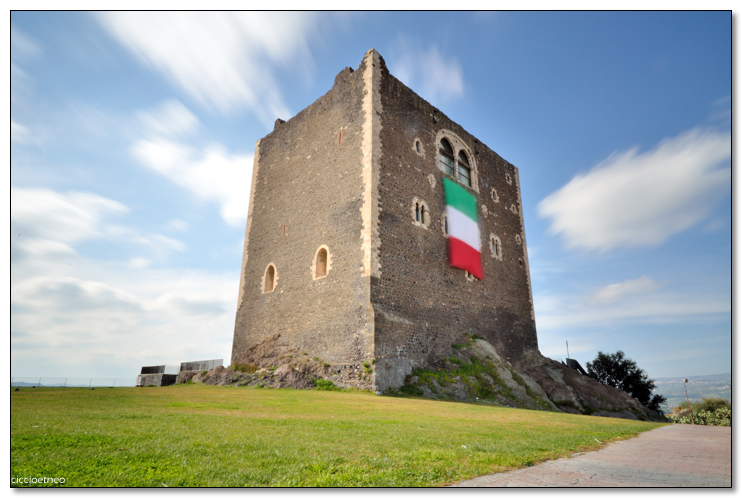
Het kasteel van Paternò was voor Hugo's weduwe Flandina van Hauteville

Malaterra, de kroniekschrijver van het regerende huis Hauteville, schreef dat Hugo afkomstig was van Gircea in Maine, dat een van de provincies van Normandië was. Gircea is onbekend. Er is geen verband met Jersey. Jersey werd in latere geschriften gebruikt. Op basis van gelijk klinkende namen werd gespeculeerd dat Gircea klinkt als Jarzé in het departement Maine-et-Loire. Hiervoor is geen bron.

## Levensloop
Hugo was een telg van een adellijke familie uit Maine. Hij bevocht de Arabieren door in het leger van graaf Rogier I van Sicilië in dienst te gaan. Hij vocht aan de zijde van Jordaan van Hauteville en andere Normandische edelen. Hugo genoot in die mate het vertrouwen van Rogier I dat deze hem liet trouwen met zijn dochter Flandina van Hauteville. Ter gelegenheid van het huwelijk ontving hij het graafschap Paternò; het echtpaar betrok het Normandisch kasteel van Paternò, dat in opbouw was op bevel van zijn schoonvader Rogier I.
In 1071 veroverden de Normandiërs Catania op de Arabieren. Hugo werd beleend met de heerlijkheid Catania dankzij zijn schoonvader Rogier I.
De lokale baljuw in Catania was een tot christen bekeerde moslim, doch in de ogen van de kroniekschrijvers was deze niet loyaal aan het gezag van Rogier I. Tijdens een verblijf van Rogier op het Italiaanse vasteland, riepen de Cataniërs inderdaad commandant Ibn ‘Abbād, in het Frans Benavert geheten, terug. Catania werd terug een deel van het emiraat Sicilië. De heerlijkheid Catania was voor Hugo een nietszeggende titel geworden.
Toen Rogier I een volgende maal naar het Italiaanse vasteland trok, stelde hij Hugo aan als zijn gouverneur voor Sicilië (1075). Rogier I drukte hem op het hart Benavert niet te provoceren en de situatie in Catania te laten rusten. Hugo sloeg deze raad in de wind. Hij trommelde zijn neef en kompaan Jordaan van Hauteville op. Met een groepje soldaten deden zij een korte inval in Catania. Benavert beraamde als reactie een hinderlaag. Toen een dertigtal Normandische ruiters in de buurt van Catania opereerden, liepen ze in de val van Arabieren die zich verstopt hadden in het struikgewas. Benavert en zijn regiment doodden Hugo van Jersey en enkele andere ridders (1075). Jordaan ontsnapte op het nippertje.
Benavert trok naar zijn thuisbasis Syracuse, waar hij de buit ten toon spreidde.

## Nadien
- Graaf Rogier I wreekte de dood van zijn schoonzoon door in de velden rond Catania de oogst op te branden. Mannelijke dorpelingen liet hij doden; vrouwen en kinderen werden als slaven verkocht in Calabrië op het Italiaanse vasteland. Een jaar later heerste er hongersnood in de streek van Catania.[3]
- Hugo’s weduwe Flandina en zijn dochter Maria de Paternione bleven in Paternò. Flandina hertrouwde met Enrico del Vasto. Zij kregen het kasteel van Paternò als geschenk van Rogier I. Maria de Paternione huwde met Roberto van Embrun uit de Provence.
- Pas in 1081 heroverde Rogier I met zijn troepen Catania. De stad met zijn meertalige bevolking – Arabisch, Grieks en Hebreeuws – had een nieuwe kerkelijke organisatie nodig, volgens Rogier I, om het in handen van de Normandiërs te houden.[4]